# Vera Schuldheis
Vera Elisabeth Schuldheis, född 13 december 1894 i Stockholm, död 22 april 1978 i Engelbrekts församling i Stockholm, var en svensk skådespelare.
Hon är begravd på Norra begravningsplatsen utanför Stockholm.

## Filmografi
- 1925 – Öregrund-Östhammar
- 1931 – Flickan från Värmland